# Layou (fiume)
Il Layou (Layou river in inglese) è un fiume della Dominica che scorre nella parrocchia di Saint Joseph e sfocia nel mare dei Caraibi, nella cittadina di Layou.